# مرض السكري الكاذب عصبي المنشأ
مرض السكري الكاذب (أو البوالة التفهة) عصبي المنشأ أو  المركزي أو النخامي العصبي هو أحد أنواع مرض السكري الكاذب والذي يعود سببه إلى نقص في إنتاج الفازوبرسين في الدماغ.
يقوم فازوبرسين بزيادة حجم الدم داخل الأوعية الدموية ويقلل إنتاج البول، لذلك النقص في إنتاج يزيد من إنتاج البول ويتسبب بانخفاض سوائل الدم.
يشترك مرض السكري الكاذب مع داء السكري بزيادة كمية البول، لذلك فإن تسمية مرض السكري الكاذب قد يعطي انطباعا مغلوطا. لذلك فإن التسمية الأفضل قد تكون «البوال بنقص الهرمون المضاد لإدرار البول».

## الأسباب

### مجهول السبب
السكري الكاذب مجهول السبب يشمل 25% على الأقل، أي أن نقص إنتاج الفازوبرسين يعود لأسباب مجهولة السبب.

### المكتسب
غياب إنتاج الفازوبرسين يعود لضرر في الغدة النخامية، وقد تكون بسبب ضرر في الدماغ للأسباب التالية:
- ورم حميد يصيب السرج التركي. (يشمل حوالي 20٪)[5]
- العدوى (مثل التهاب الدماغ والسل)
- الرضح (17% من الحالات)[5] أو الجراحة العصبية (9% من الحالات)[5]
- ورم حبيبي غير معدي (الغرناوية وداء هاند-شولر-كرستيان).
- ابيضاض الدم
- داء مناعة ذاتي مرتبط بالتهاب الغدة الدرقية.
- أسباب نادرة أخرى مثل اكتناز الحديد وكثرة المنسجات

### أسباب وراثية
يعد مرض السكري الكاذب عصبي المنشأ العائلي أندر أنواع مرض السكري الكاذب عصبي المنشأ، ويعود سببه إلى طفرة وراثية في مورثة نيوروفيزين 2 (AVP-NPII)، وتورث هذه الصفة بشكل سائد. هنالك 45 عائلة فقط حول العالم يعرف عنها امتلاك هذه الميزة الوراثية. لكن حاليا تعرف حالات أكثر مصابة بهذه الميزة.
كما يوجد هناك النوع العائلي المرتبط بالجنس.
أما متلازمة ولفرام فتمتاز بوجود مرض السكري الكاذب وداء السكري وضمور بصري وصمم عصبي.

## العلاج
تستخدم مضاهئات الفازوبريسين مثل دزموبريسين لعلاج مرض السكري الكاذب.